# Eriopyga adonea
Eriopyga adonea là một loài bướm đêm trong họ Noctuidae.